# Істинна церква Ісуса

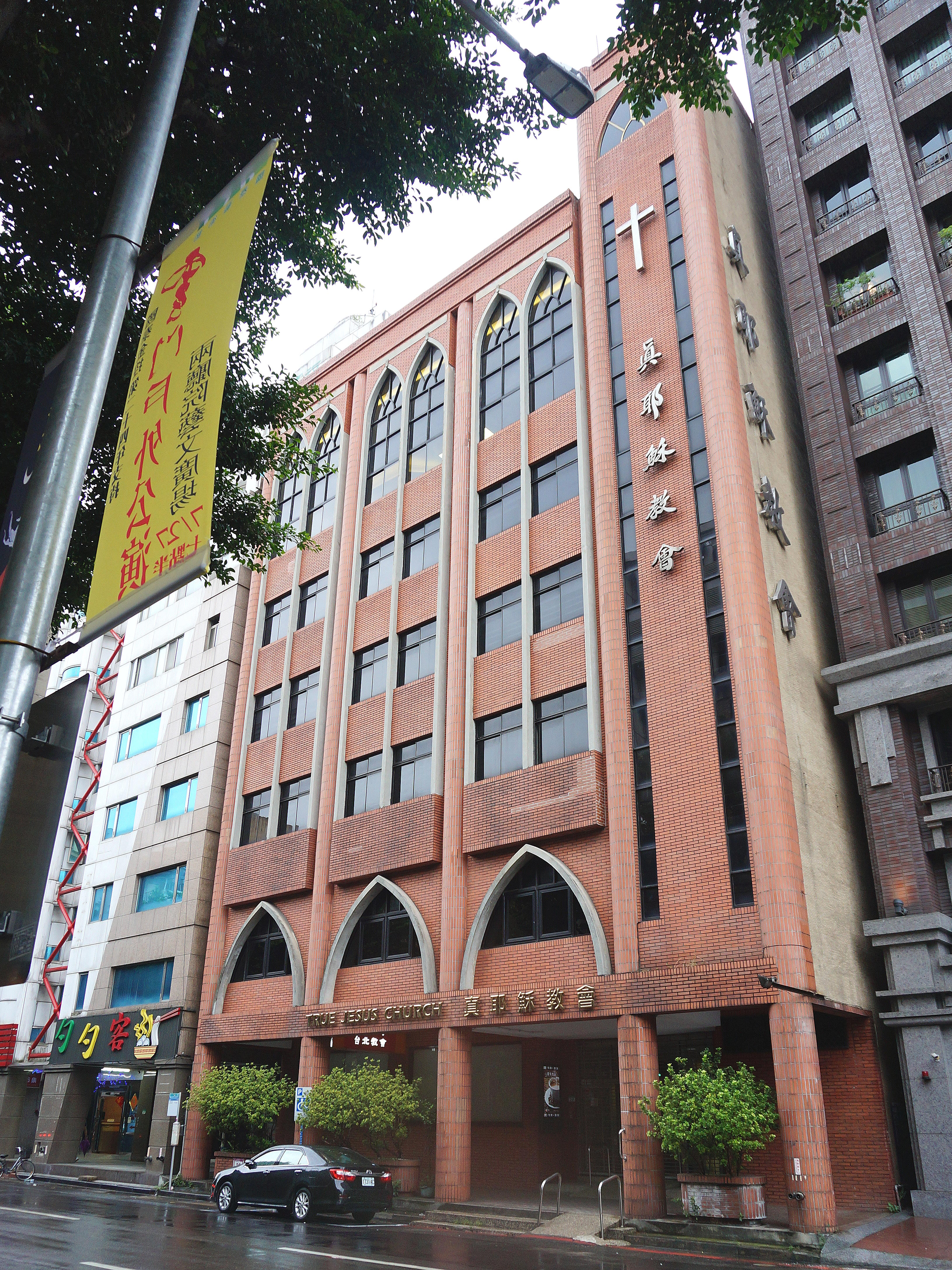
Істинна церква Ісуса у місті Тайбей (Тайвань)

Істинна церква Ісуса (真
耶
穌
教
會) — незалежна християнська церква реставраціоністського спрямування, яка була створена в Пекіні (Китай) у 1917 році і є відгалуженням китайського п'ятидесятництва. Сьогодні у світі нараховується приблизно 1,5 мільйона членів. Міжнародна асамблея розташована в Лос-Анджелесі, США.

## Історія
Церква Істинного Ісуса була заснована у 1917 році, у столиці Китаю, Пекіні. Її засновники, прийнявши Духа Святого і одкровення істинної звістки про спасіння, почали проповідувати Євангеліє. Вони розповсюджували брошури про Євангеліє у всіх провінціях Китаю і посилали туди місіонерів. Це супроводжувалося знаменами та чудесами, що свідчать про присутність Духа Святого, через який виявлялася велика сила Божа.
Починаючи з 1960-х років, були створені церкви у Північній Америці, Європі та Австралії. Під невпинним керівництвом Господа Євангеліє також досягло Африки, Центральної та Північної Америки та Росії.

## Віра і доктрини
Ісус Христос, Слово, що стало тілом, помер на хресті, щоб викупити гріхи людські, воскрес на третій день і піднявся в Царство Небесне. Він є єдиним Спасителем людства, Творцем неба і землі і єдиним істинним Богом.
Біблія, що складається зі Старого і Нового Завітів, богодухновенна, є єдиним істинним Писанням і мірилом християнського життя.
Церква Істинного Ісуса, заснована Господом нашим Ісусом Христом через Духа Святого за часів, є істинною відновленою церквою апостольських часів.
Водне хрещення – це таїнство, яке чиниться для відпущення гріхів та відродження. Хрещення має відбуватися у природній живій воді, такій, як річка, море чи джерело. Хреститель, який сам уже прийняв хрещення водою і Святим Духом, здійснює хрещення ім'ям Господа Ісуса Христа. А той, хто хреститься, повинен бути повністю занурений у воду зі схиленою головою, обличчям униз.
Набуття Духа Святого, про що свідчить дар говоріння мовами, є запорукою нашого спадкування Царства Небесного.
Таїнство обмивання ніг дозволяє віруючому мати частину з Господом Ісусом. Воно також є постійним нагадуванням про те, що слід мати любов, святість, смирення, прощення і служити Богу. Кожен віруючий, який прийняв хрещення водою, має омити свої ноги в ім'я Ісуса Христа.
Святе Причастя є таїнством спогаду про смерть Господа Ісуса Христа. Воно дозволяє нам скуштувати тіла і крові нашого Господа і з'єднатися з Ним, щоб знайти життя вічне і воскреснути з мертвих у Судний день. Це таїнство слід здійснювати якнайчастіше. Використовувати можна тільки один опріснок (прісний хліб) та виноградний сік.
Субота, сьомий день тижня, це святий день, благословенний і освячений Богом. Його слід дотримуватися з Божою благодаттю, на згадку про Боже створення миру і спасіння і з надією на вічне відпочинок у майбутньому житті.
Спасіння дається через милість Божу через віру. Віруючі повинні покладаючись на Духа Святого, прагнути святості, шанувати Господа і любити людство.
У Судний день відбудеться друге пришестя Христа. Він спуститься з Небес, щоб судити світ: праведні знайдуть життя вічне, а грішники будуть назавжди засуджені.